# تخطيط تدفق القيمة

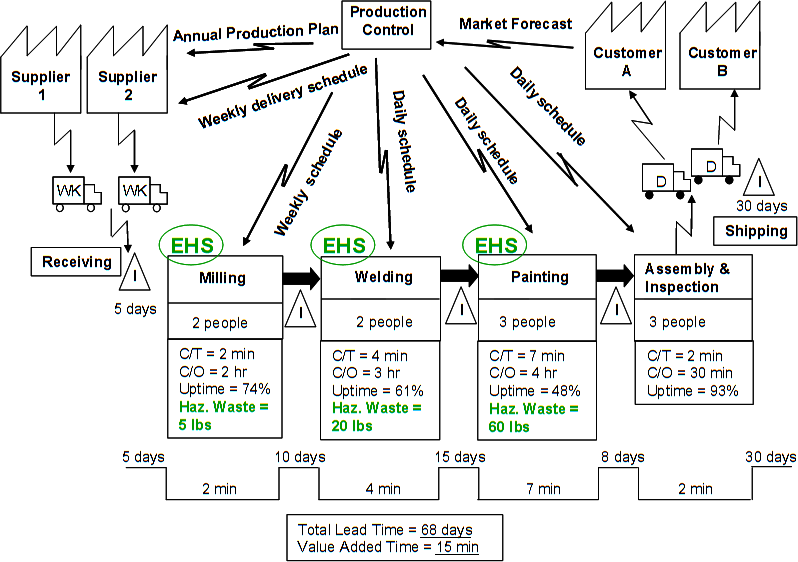
مخطط تدفق القيمة مع البيانات البيئية

تخطيط تدفق القيمة (بالإنجليزية: Value Stream Mapping)‏ هو أسلوب لعرض خارطة مصورة لسير عملية الإنتاج (مواد وعمليات ومعلومات) ابتدءا من المواد الأولية اللازمة لعملية الإنتاج وصولا إلى السلع أو الخدمات المنتجة في يد المستهلك النهائي. وهو يشير إلى جميع الأنشطة التي تدخل في تصميم وإنتاج وتقديم السلع والخدمات للعملاء.
تخطيط تدفق القيمة هو نوع خاص من تخطيط العملية الذي يسلط الضوء على الأنشطة ذات القيمة المضافة والأنشطة غير ذات القيمة المضافة والأنشطة وأوقات (أزمان) نشاطهم.
تخطيط تدفق القيمة يمكن من قياس أثر الأنشطة ذات القيمة المضافة وغير ذات القيمة المضافة على الزمن الكلي للعملية، ومقارنة ذلك مع زمن الدورة (بالإنجليزية: Takt time)‏.
هو أسلوب يسترشد به كل من المدير ومهندسي الإنتاج ومدير المعمل وواضعي الجداول الزمنية للعمليات والمجهزين وأخيرا مجهزي السلع إلى المستهلك وذلك من خلال رصد «الهدر» (Waste) والأسباب التي تقف وراءها وتتضمن عمليات هذا الأسلوب رصد الحالة الراهنة (Current State) للإنتاج ومقارنتها بالحالة المستقبلية (Future State) بالضياعات التي تضع المشروع وفق الصورة التي تطمح المؤسسة الوصول إليها.
و على أساس ما تقدم، فإن مخطط تدفق القيمة هو جميع الأنشطة سواء نجمت عنها قيمة مضافة (Value Added) أو لم تنجم عنها أية قيمة مضافة (Non – Value Added) لوضع الإنتاج وفق مساراته التدفقية الضرورية حسب أنواعه وأصنافه وطبيعته كل بموجب تخطيط يحتوي على تدفق المواد حسب خطط ومعلومات ابتداء من دخولها الباب الخلفي للمؤسسة على شكل مواد أولية، ثم خلال كل خطوة من خطوات الإنتاج، حتى اللحظة التي يتم فيها تحميل المواد المصنعة إلى أيدي المستهلكين.
تخطيط تدفق القيمة هو إحدى أدوات تحليل العمليات وهو وسيلة مستخدمة كجزء من منهجيات الحيود السداسي.